# Barenburg
Barenburg is een gemeente in de Duitse deelstaat Nedersaksen. De gemeente maakt deel uit van de Samtgemeinde Kirchdorf in het Landkreis Diepholz. Barenburg telt 1.242 inwoners.
Barenburg ontstond in de middeleeuwen rondom een, niet meer bestaand, kasteel van die naam. Vanaf 1530 had het dorp bepaalde privileges, waardoor het eigenlijk een vlek is. Niet onmogelijk, maar ook niet bewijsbaar is, dat de gevlekte luipaard  in het door de landheer in 1602 toegekende zegel, waarvan het wapen van Barenburg de afbeelding in het schild heeft overgenomen, een woordspeling vormt  met de benaming schöner Flecken, mooi vlek.

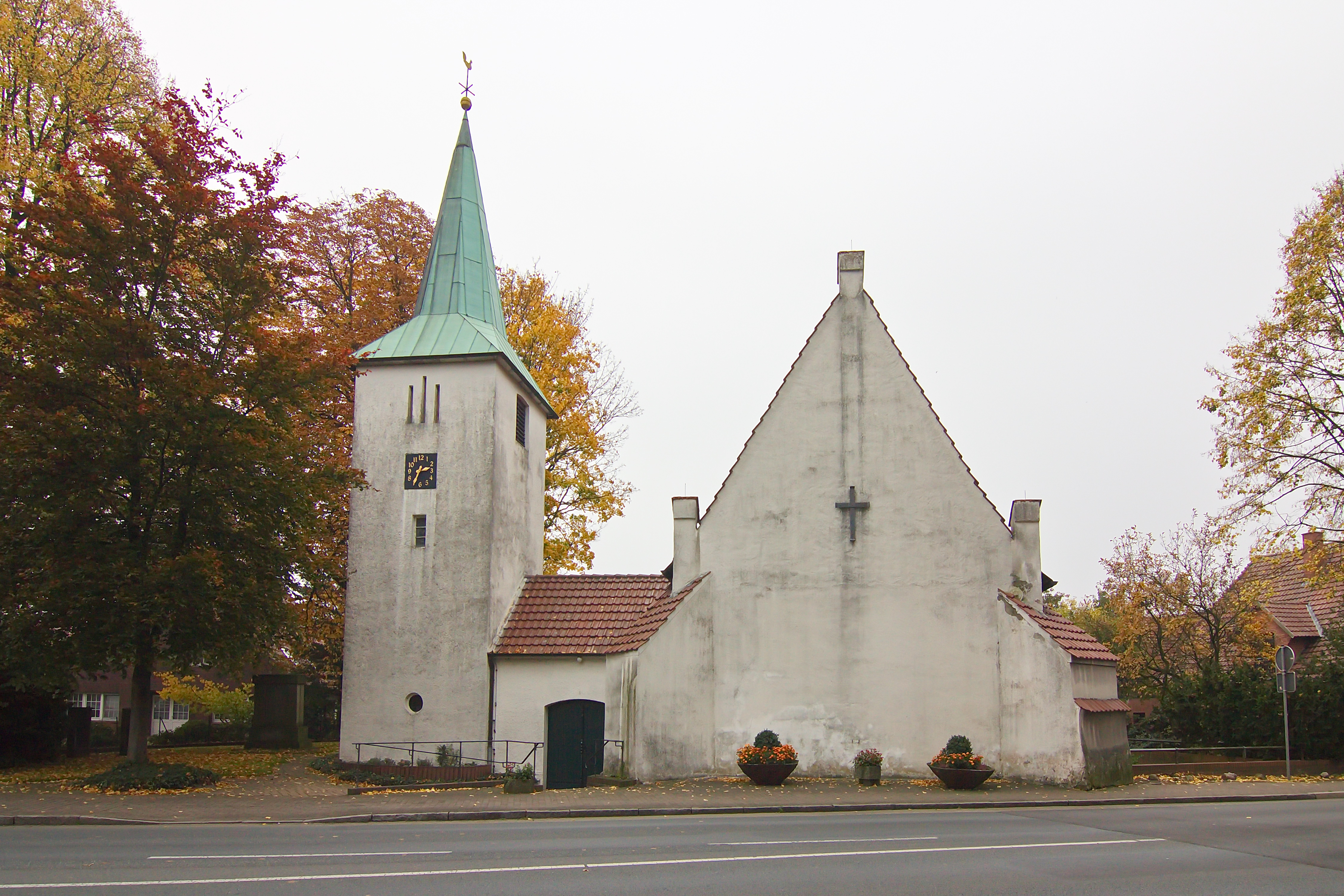
H.-Kruiskerk

De uit de 13e-18e eeuw daterende, evangelisch-lutherse,  Heilig-Kruiskerk in het dorp heeft een zeer bezienswaardig interieur. De kerktoren dateert pas van 1952 en verving een bouwvallig geworden houten torentje.
Bij Barenburg stroomt de Kleine Aue uit in de Große Aue, die van daar oostwaarts richting het Wezerdal loopt.
Exxon exploiteert nabij Barenburg een aardolieveld. Barenburg heeft om die reden een station aan een door de Samtgemeinde Kirchdorf lopende goederenspoorlijn.
- Gemeinsame Normdatei: 4086379-7
- Virtual International Authority File: 4146152917205250916